# Вест Фервју (Пенсилванија)
Вест Фервју (енгл. West Fairview) насељено је место без административног статуса у америчкој савезној држави Пенсилванија.

## Демографија
По попису из 2010. године број становника је 1.282.
| Група             | 2000.    | 2010.         |
| Белци             | 0 (0,0%) | 1.159 (90,4%) |
| Афроамериканци    | 0 (0,0%) | 44 (3,4%)     |
| Азијати           | 0 (0,0%) | 15 (1,2%)     |
| Хиспаноамериканци | 0 (0,0%) | 49 (3,8%)     |
| Укупно            | 0        | 1.282         |